# Liegi-Bastogne-Liegi 1995
La Liegi-Bastogne-Liegi 1995, ottantunesima edizione della corsa, valida come prova della Coppa del mondo di ciclismo su strada 1995, fu disputata il 16 aprile 1995 per un percorso di 261,5 km. Fu vinta dallo svizzero Mauro Gianetti, al traguardo in 6h38'25" alla media di 39,381 km/h.
Dei 193 corridori alla partenza furono in 71 a portare a termine la gara.

## Ordine d'arrivo (Top 10)
| Pos. | Corridore            | Squadra       | Tempo    |
| ---- | -------------------- | ------------- | -------- |
| 1    | Mauro Gianetti       | Polti         | 6h38'25" |
| 2    | Gianni Bugno         | MG Maglificio | a 15"    |
| 3    | Michele Bartoli      | Mercatone Uno | s.t.     |
| 4    | Laurent Jalabert     | ONCE          | s.t.     |
| 5    | Francesco Casagrande | Mercatone Uno | a 1'24"  |
| 6    | Lance Armstrong      | Motorola      | a 3'04"  |
| 7    | Claudio Chiappucci   | Carrera       | a 4'45"  |
| 8    | Rolf Sørensen        | MG Maglificio | s.t.     |
| 9    | Heinz Imboden        | Refin         | s.t.     |
| 10   | Maarten den Bakker   | TVM           | a 10'10" |